# Trathala davisi
Trathala davisi là một loài tò vò trong họ Ichneumonidae.